# Harry Potter (juego de mesa)

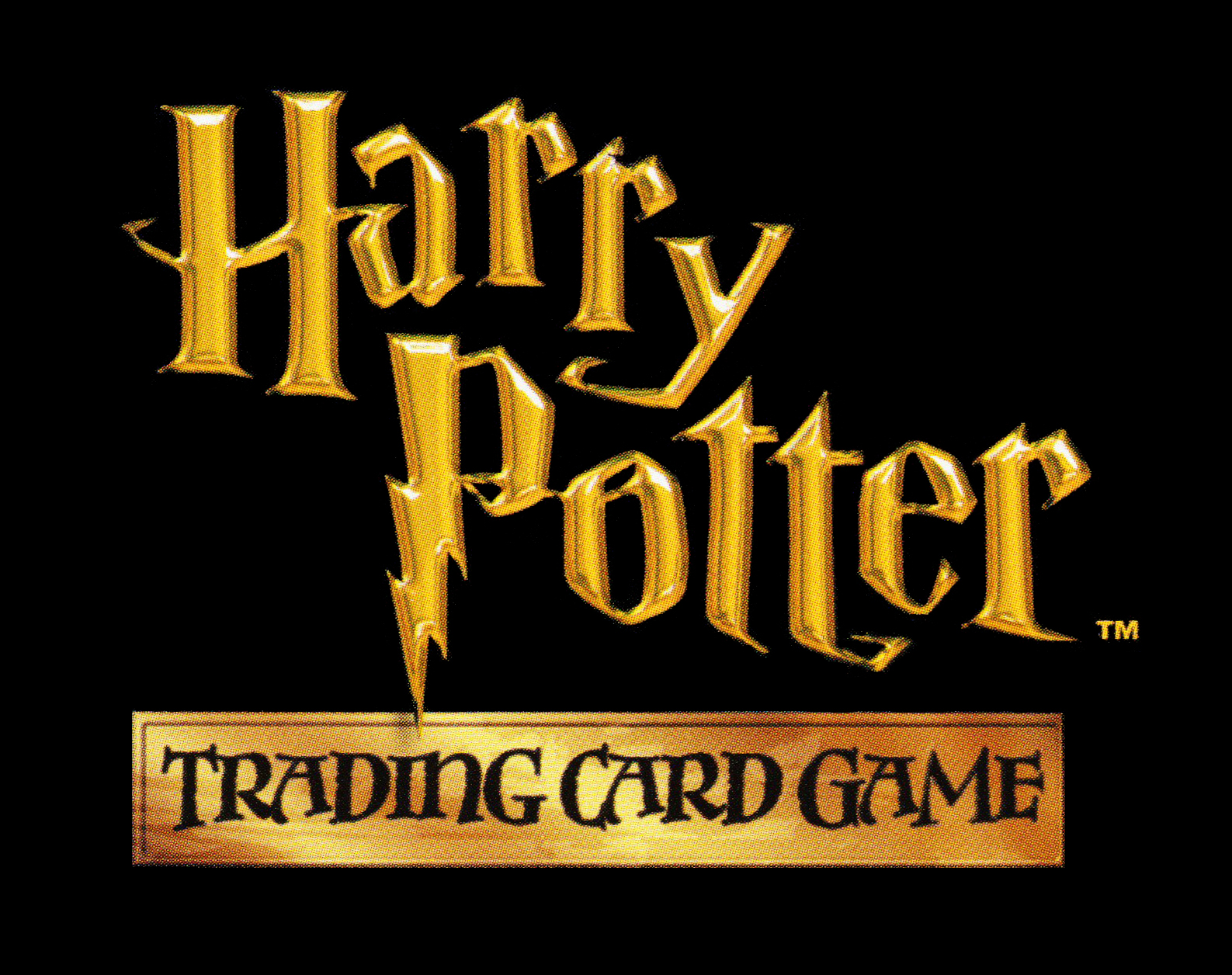
Logo del juego

El juego de cartas coleccionables (TCG) de Harry Potter es un juego de mesa basado en la novela de J.K. Rowling, así como en las películas.

## Características
En el juego el jugador representa a un estudiante de la escuela Hogwarts, que se bate a duelo con otro, representado por una carta de Mago o Bruja. Estos magos invocan poderes y hechizos mágicos, gracias al poder de las Lecciones, para ir destruyendo de a poco los "trucos" de tu adversario y así derrotarlo.
Este juego consta de 2 acciones por turno. Cada movimiento que se realiza en un turno (excepto atacar y robar) se consideran como acciones. 

### Comienzo del juego
- 1º. Cada jugador pone en juego a su Mago o Bruja.

- 2º. Cada jugador baraja su mazo.

- 3º. Cada jugador roba 7 cartas.

- 4º. Se decide al azar qué jugador comienza primero.

### Secuencia del turno
Las opciones que se pueden realizar en el turno son las siguientes:
- Robar una carta: Roba la carta superior de tu mazo.

- Atacar con tus criaturas en juego: Si tienes criaturas en juego, ellas le harán daño a tu adversario de acuerdo a su daño (En tu primer turno nunca podrás atacar).

- Jugar una lección.

- Jugar una criatura: Paga su coste con las lecciones que tengas en juego, si no tienes las suficientes, no puedes jugar esa criatura. Por lo menos un tipo de lección debe concordar con el símbolo del coste de la criatura.

- Jugar un hechizo: Para jugar un hechizo se hace lo mismo que con la criatura, solo que después de ser jugado se desvanece tu pila de descartes (no se queda en juego).

### Tipos de cartas
- Lecciones: Estas son las cartas básicas ya que estas te dan el poder necesario para poder jugar las otras cartas. Existen 5 tipos de lecciones: Cuidado de criaturas mágicas, Transformaciones, Encantamientos, Pociones y Quidditch.

- Criaturas: Son bestias que invocas con lecciones de cuidado de criaturas mágicas. Tienen dos atributos:

- Salud: Cuanto puede resistir una criatura a Hechizos que provoquen daños antes de ser destruida.

- Daño cada turno: Después de robar una carta al principio de tu turno, tus criaturas en juego atacan a tu adversario (y solo a él).

- Hechizos: Pagas su coste, haces lo que dice y se desplaza a tu pila de descartes después de ser utilizada.

- Aventura: Las aventuras no tienen coste, pero para jugarlas debes usar dos acciones en vez de una. Cada jugador solo puede tener 1 aventura en juego a la vez. La aventura está constituida en 3 partes:

- Efecto: Mientras esté activada, las aventuras tienen un efecto permanente.

- Solución: Para que tu adversario acabe con tu aventura, deberá hacer lo que dice esta sección de la aventura.

- Recompensa del adversario: Cuando tu adversario acabe con tu aventura, obtendrá siempre una recompensa.

- Objeto: Para jugar un objeto debes pagar su coste y luego se queda en juego. Generalmente te proporcionan más poder para jugar cartas.

### El objetivo del juego
El objetivo es hacer que el adversario se quede sin cartas en su mazo antes que el otro jugador.
Se deben usar las distintas cartas estratégicamente para así dar con la victoria.